# Pašina Voda
Pašina Voda (cyr. Пашина Вода) – wieś w Czarnogórze, w gminie Žabljak. W 2011 roku liczyła 99 mieszkańców.